# Strada europea E37
La E37 è una strada europea che collega Brema a Colonia. Come si evince dalla numerazione, si tratta di una strada intermedia con direzione nord-sud.

## Percorso
La E37 è definita con i seguenti capisaldi di itinerario: "Brema - Osnabrück - Dortmund - Colonia".